# Arytmi
Arytmier eller hjärtrytmrubbningar är en grupp sinsemellan olikartade hjärtsjukdomar som har gemensamt att hjärtats rytm inte är normal. Arytmin kan handla om hjärtslagens hastighet, regelbundenhet, och annat som handlar om hjärtats funktion. Elektriskt kaos i hjärtat är orsaken till samtliga arytmier.
Rytmrubbningar kan vara alltifrån ofarliga till livshotande symptom på allvarlig hjärtsjukdom. 
Några av de vanligare arytmierna är sjuka sinus-syndrom, förmaksflimmer, takykardi och bradykardi.
Onormala nivåer elektrolyter är några av de vanligaste orsakerna till arytmier. Dit hör hypokalemi, hyponatremi (och vattenförgiftning), hypokalcemi, hypomagnesemi, hyperkalemi, hypernatremi, hyperkalcemi och hypermagnesemi.

## Orsaker
Arytmier beror oftast på att det blir en rundgång i hjärtat med de elektriska impulserna eller på att ett visst område i hjärtat automatiskt urladdas. Detta kan orsakas av problem med själva hjärtmuskeln eller med blodet, såsom kardiomyopatier, ärr efter hjärtinfarkt, blodbrist, störningar i vätske- och elektrolytbalansen, medfödda hjärtfel eller kärlkramp. Eftersom hjärtat på ett endokrint plan reagerar på sådant som aktiverar det autonoma nervsystemet, kan arytmier också uppkomma till följd av alkohol, narkotika och läkemedel, giftstruma, stress, med mera.

## Klassifikation
Arytmier kan klassificeras på flera olika sätt varför det inte finns en enda självklar indelning. Faktorer som kan användas är:
- Hjärtfrekvens (bradykardi - takykardi)
- Hjärtslagens regelbundenhet
- Orsak (till exempel störning i impulsbildning, annan sjukdom, läkemedel)
- Ursprung/mekanism (kammare, förmak, AV-knuta, återkoppling)

## Diagnosticering
Vid misstanke om arytmi kan först pulsen tas. Olika EKG-tester kan sedan behövas: vilo-EKG, arbets-EKG och bandspelar-EKG är vanliga diagnostiska metoder vid arytmi. För att utröna orsaken till en arytmi kan sedan hjärtat studeras med till exempel ultraljud av hjärtat (ekokardiografi), elektrofysiologisk undersökning eller magnetisk resonanstomografi.

## Typer av arytmi

### Sick sinus- och brady-taky-syndrom
Vid sjuka sinus-syndrom fungerar inte sinusknutan, och detta leder till att antalet slag per minut blir lågt. Brady-taky-syndromet är som sick sinus fast med attacker då hjärtat slår extra fort. Yrsel, svimning och trötthet är vanligt. Behandling kan ske genom insättande av pacemaker. Under övervakning kan följande läkemedel i låg dos ges: betablockare, verapamil och amiodaron.

### Supraventrikulära extraslag (SVES)
SVES orsakas av att hjärtats förmak aktiveras innan det skall aktiveras. Nästa slag kan kännas som ett extraslag. Vid SVES kan det vara så att hjärtats funktion sviktar. EKG-undersökning har ett specifikt avvikande utseende.
Supraventrikulära extraslag förekommer i olika omfattning hos nästan alla individer.

### Paroxysmal supraventrikulär takykardi (PSVT)
PSVT innebär att en episod med för snabb hjärtrytm plötsligt uppstår. PSVT slutar därefter snabbt. PSVT beror på elektrisk rundgång i hjärtat. Hjärtklappningsobehag kan kännas. Vid massage på karotisblodkärlet eller kallt vatten i ansiktet kan hjärtat hoppa tillbaka till normal rytm. ß-blockerare eller Verapamil ges i förebyggande syfte, medan adenosin kan användas mer akut. Vid uttalade återkommande attacker är RF-ablation en lämplig åtgärd. En kateter förs då in i hjärtat via ljumsken. Den felaktiga ledningsbanan "bränns" bort. Behandlingsresultaten är i de flesta fall mycket goda och patienten blir symptomfri. Fortsatt behandling med farmaka undviks på detta sätt.

### Preexcitation, Wolff-Parkinson-White-syndromet
Wolff-Parkinson-White-syndromet (WPW-syndromet) innebär EKG-förändringar i form av
- Kort PQ-tid (kortare än 0,12 s)
- Breddökat QRS-komplex (lika med eller längre än 0,12 s) innehållande en deltavåg.

EKG-förändringarna beror på en alternativ elektrisk ledningsbana mellan kammare och förmak. De impulser som färdas i den alternativa banan kringgår den normala vägen genom den tidsfördröjande AV-knutan. Resultatet blir en för tidig aktivering av kammaren (preexcitation). Preexcitationen syns vid EKG-mätning som en deltavåg. Vid WPW-syndromet ökar risken för hjärtklappningattacker på grund av atrioventrikulära återkopplingstakykardier (AVRT). Sannolikheten att utveckla förmaksflimmer är ökad hos personer med WPW-syndromet.
Asymtomatiskt WPW-syndrom saknar hjärtklappningsattacker och behöver inte behandlas. Vid symtomatiskt WPW-syndrom kan olika hjärtmediciner användas. Om mediciner inte hjälper, ger biverkningar eller om man inte vill äta mediciner kan man gå in i hjärtat med kateterteknik och bränna bort den alternativa ledningsbanan. Detta kallas ablationsbehandling. Ingreppet tar vanligtvis mellan två och sex timmar att genomföra.

### Förmak
- Förmaksflimmer
- Förmaksfladder

### Kammare
- Ventrikulära extraslag (VES)
- Ventrikeltakykardi (VT)
  - Torsades de pointes
- Ventrikelflimmer (VF) - vid VF (hjärtstopp) pumpar inte hjärtat något blod, och den elektriska aktiviteten i kamrarna är en oreda. VF är akut livshotande och behandlas med defibrillator.

### Retledningshinder

#### Atrioventrikulära block, AV-block
AV-block innebär att det är fel på överledningen av signaler från sinusknutan, via AV-knutan, till kamrarna. Beroende på hur allvarligt felet är talar man om AV-block I, AV-block II och AV-block III.
Vid AV-block I är inga signaler blockerade, de är bara fördröjda. Vid AV-block II tappar AV-knutan varannan eller var tredje signal och kamrarna slår följaktligen långsamt. Man blir trött och tappar orken.
AV-block III är allvarligast. AV-knutan är då helt blockerad och inga signaler kommer fram. Hos de flesta människor har kamrarna en ersättningsrytm då de slår av sig själva i långsam takt, ca 20 slag i minuten, men i otakt med förmaken. Blodföde och tryck är mycket lågt. Tillståndet är allvarligt och kräver omedelbar läkarvård.

#### Adams-Stokes syndrom
Adams-Stokes syndrom är en blandform av AV-block I, II och III. Hjärtat kan normalt vara symptomfritt, men plötsligt övergå till AV-block II eller III. Blockeras signalerna i AV-knutan helt, stannar kamrarna (hjärtstillestånd, asystoli) under 10-15 sekunder för att sedan börja slå själva enligt AV-block III. Patienten förlorar medvetandet under hjärtstilleståndet men vaknar upp när ersättningsrytmen kommer igång. Efter en stund återgår hjärtat till sitt normala tillstånd som kan vara AV-block I, II eller symptomfritt. Ett allvarligt tillstånd som kräver läkarvård men som kan vara svårdiagnosticerat om hjärtat normalt är symptomfritt.

### Fascikelblock, skänkelblock
Vid skänkelblock aktiveras inte ledningsbanorna som de skall. Vid högersidigt skänkelblock aktiveras vänster kammare som normalt. Vid vänstersidigt skänkelblock aktiveras höger kammare som normalt. Ofta krävs ingen behandling.